# Fathia Nkrumah
Fathia Nkrumah (/nərˈkrʊˈmɑr/) (Cairo, 22 de fevereiro de 1932 – Cairo, 31 de maio de 2007); nascida Fathia Rizk; em árabe: فتحية رزق), foi uma egípcia que se tornou a primeira-dama de Gana após se casar com Kwame Nkrumah, primeiro presidente da nação.

## Biografia
Fathia Nkrumah nasceu e cresceu em Zeitoun, um distrito do Cairo. Sua família era copta e ela era a terceira filha de um funcionário público que morreu jovem; sua mãe teve que cuidar de toda a família após o ocorrido. Após terminar o ensino médio, Fathia trabalhou como professora numa escola, Notre Dame des Apôtres. Após ficar insatisfeita com a profissão, decidiu ser bancária. Àquela altura, Kwame Nkrumah a pediu em casamento. A mãe de Fathia estava relutante em aceitar que mais um de seus filhos se casasse com um estrangeiro e deixasse o país – o irmão dela havia deixado o Egito para se casar com uma inglesa. Fathia explicou a sua mãe que Nkrumah era um herói anti-colonialismo como Nasser. Mesmo assim, sua mãe se recusou a abençoar o casamento. Nkrumah se casou com Fathia na tarde da chegada dela ao Gana: a virada do ano de 1957 para 1958.

### Deixando o Gana
Fathia Nkrumah era uma esposa e mãe jovem quando seu marido foi deposto pelo Exército no primeiro golpe de estado bem sucedido da história do Gana em 24 de fevereiro de 1966. Ela teve que levar seus três filhos para o Cairo, para que fossem criados lá durante o exílio de seu marido.

### Morte
Fathia morreu em 31 de maio de 2007 no Hospital Badrawy no Cairo devido a um acidente vascular cerebral que a acometeu após um período prolongado de más condições de saúde. Uma missa em sua homenagem foi realizada na Catedral Ortodoxa de São Marcos pelo papa Shenouda III no dia seguinte. Mais tarde, o corpo de Fathia foi levado para Gana para um funeral na sede do Parlamento e, a seu pedido, foi enterrado ao lado de seu marido no Mausoléu Kwame Nkrumah Mausoleum.
A filha de Fathia seguiu os passos do pai e atualmente é deputada pelo Partido da Convenção do Povo (Convention People's Party) em Jomoro, na região ocidental do país.